# Scaphidysderina palenque
Espèce
Scaphidysderina palenque est une espèce d'araignées aranéomorphes de la famille des Oonopidae.

## Distribution
Cette espèce est endémique d'Équateur. Elle se rencontre dans les provinces de Los Ríos et de Pichincha.

## Description
Le mâle holotype mesure 2,13 mm et la femelle paratype 2,35 mm.

## Étymologie
Cette espèce est nommée en référence au lieu de sa découverte, le centre scientifique du Río Palenque.

## Publication originale
- Platnick & Dupérré, 2011 : The Andean goblin spiders of the new genus Scaphidysderina (Araneae, Oonopidae), with notes on Dysderina. American Museum Novitates, no 3712, p. 1-51 (texte intégral).